# ماكدونالد كاري
ماكدونالد كاري (بالإنجليزية: Macdonald Carey)‏ مواليد 15 مارس 1913 في سيوكس سيتي، آيوا، الولايات المتحدة - الوفاة 21 مارس 1994 في بيفرلي هيلز، الولايات المتحدة، هو ممثل أمريكي بدأ مسيرته الفنية سنة 1938. امتدت مسيرته الفنية لأكثر من 56 عاما. درس في جامعة آيوا.

## الأعمال
- جزيرة ويك
- نهاية العالم

## روابط خارجية
- ماكدونالد كاري على موقع IMDb (الإنجليزية)
- ماكدونالد كاري على موقع ألو سيني (الفرنسية)
- ماكدونالد كاري على موقع تيرنر كلاسيك موفيز (الإنجليزية)
- ماكدونالد كاري على موقع أول موفي (الإنجليزية)
- ماكدونالد كاري على موقع قاعدة بيانات برودواي على الإنترنت (الإنجليزية)
- ماكدونالد كاري على موقع قاعدة بيانات الأفلام السويدية (السويدية)
- ماكدونالد كاري على موقع إن إن دي بي (الإنجليزية)
- ماكدونالد كاري على موقع قاعدة بيانات الفيلم (الإنجليزية)
- ماكدونالد كاري على موقع كينوبويسك (الروسية)